# Methanocella
Methanocella (лат.) — род архей из класса Methanomicrobia, типовой и единственный в семействе Methanocellaceae  и порядке Methanocellales.

## Классификация
На май 2017 года в род включают 3 вида:
- Methanocella arvoryzae Sakai et al. 2010
- Methanocella conradii Lü and Lu 2012
- Methanocella paludicola Sakai et al. 2008typus